# Reinhold Andert

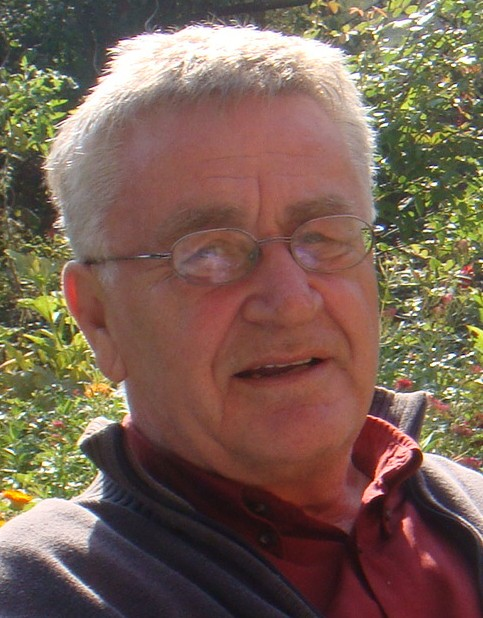
Reinhold Andert (2009)

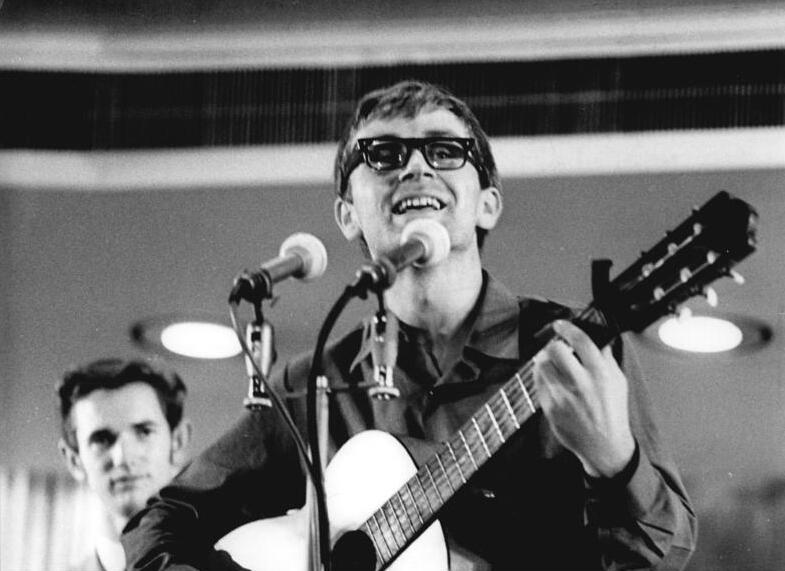
Bei der Abschlussveranstaltung des V. Literaturfestivals der Berliner Jugend (1968)

Reinhold Andert (* 26. März 1944 in Teplitz-Schönau, Reichsgau Sudetenland) ist ein deutscher Liedermacher und Autor.

## Leben
Andert besuchte von 1958 bis 1962 das Bischöfliche Vorseminar in Schöneiche bei Berlin und absolvierte bis 1964 in Gotha eine Orgelbauerlehre. 1963 trat er der SED bei. Von 1964 bis 1969 studierte er Philosophie und Geschichte an der Humboldt-Universität Berlin und war bis 1972 Assistent für Philosophie an der Hochschule für Musik „Hanns Eisler“ Berlin, seitdem ist er freischaffend.
Von 1966 bis 1973 war er Mitglied des Oktoberklubs. Bis 1980 trat er beim Berliner Festival des politischen Liedes auf und war Teilnehmer der DDR-offenen Chansontage im Kloster Michaelsstein. In der Auseinandersetzung mit phrasenhaften politischen Texten prägte er das Motto: „DDR konkret“. Nachdem er 1980 aus der SED ausgeschlossen worden war, wurden seine Texte kritischer und seine Auftrittsmöglichkeiten wurden eingeschränkt. Er trat mit Nachdichtungen des russischen Liedermachers Wladimir Wyssozki hervor. Nebenbei vertiefte er seine Geschichtskenntnisse und spezialisierte sich auf mitteldeutsche Ur- und Frühgeschichte. Die Ergebnisse dieser Zeit waren die beiden Bücher Der Thüringer Königshort und Der Fränkische Reiter.
Andert war Nachbar von Erich Honeckers Tochter. Nach dem Sturz Honeckers drückte Andert dessen Tochter Sonja gegenüber sein Unbehagen angesichts des Umgangs mit Honecker aus, die ihn daraufhin zu einem Besuch einlud, bei dem Andert mit Margot Honecker ins Gespräch kam. Andert setzte sich über seine Kontakte zur Kirche für Erich und Margot Honecker ein, indem er bei der Suche einer Unterkunft behilflich war, und wurde später zu den Honeckers zu einem Gespräch nach Lobetal eingeladen, bei dem sich Erich Honecker bei Andert für dessen Hilfe bedankte. 1990 besuchte Reinhold Andert, begleitet von der Fotografin Christina Kurby, Erich Honecker in seinem Asyl in Lobetal und führte mit ihm mehrere Gespräche, die er später auch veröffentlichte. Seit Beginn der 1990er Jahre ist er verstärkt als Autor satirischer Texte tätig.
Reinhold Andert ist verheiratet und hat zwei erwachsene Söhne. Er ist Ehrenmitglied der Ernst-Busch-Gesellschaft.

## Werke
- Reinhold Andert, LP, Amiga 8 55 313, Live, 1973
- Blumen für die Hausgemeinschaft, Live, 1973
- Ewald der Vertrauensmann, LP, Amiga 8 45 157, Live, 1978
- Lieder aus dem Fahrenden Zug, Liedtexte, 1978
- Von ihm lerne singen und schweigen. Berlin 1989
- R. Andert, Wolfgang Herzberg: Der Sturz. Erich Honecker im Kreuzverhör. Aufbau-Verlag, Berlin 1990, ISBN 3-351-02060-0
- Fürsten in Lumpen und Loden. LP, 1992
- Unsere Besten. Die VIPs der Wendezeit. Elefanten Press, Berlin 1993, ISBN 3-88520-464-9
- Rote Wende. Wie die Ossis die Wessis besiegten. Elefanten Press, Berlin 1994, ISBN 3-88520-525-4
- Der Thüringer Königshort. Dingsda-Verlag, Querfurt 1995, ISBN 3-928498-45-2
- R. Andert, Mathias Wedel: Land unter. Selten ein Schaden ohne Nutzen. edition ost, Berlin 1995, ISBN 3-929161-47-8
- Rügen oder Das Ende der PDS. Eulenspiegel-Verlag 1998, ISBN 3-359-00913-4
- vom Saul zum Paul. Anpassungs- und Fortbildungslehrgang auf freiwillig-demokratischer Grundlage. Elefanten Press, Berlin 1998, ISBN 3-88520-603-X
- Nach dem Sturz. Gespräche mit Erich Honecker. Faber & Faber, Leipzig 2001, ISBN 3-932545-80-X[6]
- Reinhold Andert Alte und Neue Nummern. 2004
- Wir sind überall – Auskünfte Erich Honeckers. 2004
- Der fränkische Reiter. Dingsda-Verlag, Querfurt 2006, ISBN 3-928498-92-4
- Lutz Kirchenwitz: Andert, Reinhold. In: Wer war wer in der DDR? 5. Ausgabe. Band 1. Ch. Links, Berlin 2010, ISBN 978-3-86153-561-4.
- Heilige Lanzen. Dingsda-Verlag, Querfurt 2013, ISBN 978-3-928498-27-2

## Filmografie
- 1988: In einem Atem